# ジュゼッペ・ザナルデッリ
ジュゼッペ・ザナルデッリ（イタリア語: Giuseppe Zanardelli, 1826年10月29日  - 1903年12月26日）は、イタリアの法律顧問、政治家。1901年から1903年まで同国の首相を務めた。雄弁な演説家であり、フリーメイソンのグランドマスターでもあった。ロンバルディア出身のブルジョアの代弁者であったザナルデッリは19世紀の古典的自由主義を体現し、参政権の拡大や反聖職権主義、市民の自由、自由貿易、レッセフェール経済に取り組んだ。長い政治生命を通して、良心と離婚の自由の最も熱心な擁護者の中にいた。